# Dachaoshanxi Zhen
Dachaoshanxi Zhen (kinesiska: 大朝山西, 大朝山西镇) är en köping i Kina. Den ligger i provinsen Yunnan, i den sydvästra delen av landet, omkring 270 kilometer sydväst om provinshuvudstaden Kunming. Antalet invånare är 17 533. Befolkningen består av 7 871 kvinnor och 9 662 män. Barn under 15 år utgör 22,0 %, vuxna 15-64 år 70 %, och äldre över 65 år 6,0 %.
Genomsnittlig årsnederbörd är 1 316 millimeter. Den regnigaste månaden är juli, med i genomsnitt 357 mm nederbörd, och den torraste är februari, med 6 mm nederbörd.